# Susanne Buckenlei
Susanne Buckenlei (* 23. Juni 1976 in Nürnberg) ist eine ehemalige deutsche Triathletin.

## Werdegang
Susanne Buckenlei begann 1988 schon als Kind mit Triathlon und 1999 startete sie in Roth erstmals auf der Langdistanz.
Von 2003 bis 2005 pausierte sie aus beruflichen Gründen.
Im Frühjahr 2014 beendete sie ihre aktive Karriere und war seitdem als Coach tätig.
Sie trainierte von 2005 bis 2017 als Geschäftsführerin bei PET (Professional Endurance Team) andere Triathleten wie Anja Beranek, Christoph Fürleger, Thomas Hellriegel, Celia Kuch, Wolfgang Schmatz, Sonja Tajsich oder Nicole Woysch.
Susanne Buckenlei lebt in Kronmühle am Rothsee.

## Sportliche Erfolge
| Datum/Jahr   | Rang | Wettbewerb     | Austragungsort | Zeit     | Bemerkung                                    |
| ------------ | ---- | -------------- | -------------- | -------- | -------------------------------------------- |
| 27. Mai 2007 | 3    | Linz-Triathlon | Linz           | 04:45:03 | bei der Erstaustragung auf der Mitteldistanz |

| Datum/Jahr    | Rang | Wettbewerb                | Austragungsort | Zeit     | Bemerkung |
| ------------- | ---- | ------------------------- | -------------- | -------- | --- |
| 6. Aug. 2011  | 1    | Norseman Xtreme Triathlon | Eidfjord       | 13:10:44 | Dritter Sieg in Folge – mit neuem Streckenrekord, obwohl die Radstrecke noch um 20 km verlängert worden war (3,8 km Schwimmen, 200 km Radfahren und 42,2 km Laufen) |
| 15. Aug. 2010 | 9    | Challenge Copenhagen      | Kopenhagen     | 10:31:36 | |
| 7. Aug. 2010  | 1    | Norseman Xtreme Triathlon | Eidfjord       | 13:13:03 | Sieg und Titelverteidigung mit neuem Streckenrekord |
| 8. Aug. 2009  | 1    | Norseman Xtreme Triathlon | Eidfjord       | 13:21:48 | Siegerin auf der Langdistanz |
| 7. Sep. 2008  | 3    | Ironman UK                | Sherborne      | 10:28:42 | hinter der Siegerin Bella Comerford |
| 19. Aug. 2007 | 4    | Ironman UK                | Sherborne      | 10:09:54 | |
| 24. Juni 2007 | 9    | Challenge Roth            | Roth           | 09:49:40 | |
| 16. Juli 2006 | 8    | Ironman Austria           | Klagenfurt     | 09:52:38 | |
| 24. Aug. 2002 | 1    | Austria-Triathlon         | Podersdorf     | 09:40:22 | |
| 8. Juli 2001  | 15   | Ironman Europe            | Roth           | 10:34:03 | zweiter Platz AK 25 |
| 23. Okt. 1999 |      | Ironman Hawaii            | Hawaii         | 11:41:52 | 7. Platz AK 18 |
| 27. Juni 1999 | 35   | Ironman Europe            | Roth           | 10:57:43 | erster Platz AK 18 beim ersten Start auf der Langdistanz |

## Veröffentlichungen
- Susanne Buckenlei: Triathlontraining mit Verstand Sinnvolles & effektives Training Saarbrücken, Januar 2013, ISBN 978-3-8417-7091-2
- Susanne Buckenlei, Till Schenk: Der Ernährungsguide für Ausdauersportler spomedis Mai 2016, ISBN 978-3-95590-038-0